# 1977年のバレーボール
1977年のバレーボール（1977ねんのバレーボール）では、1977年（昭和52年）のバレーボール関連の出来事をまとめる。

## できごと
- ルール改正で、ブロックのワンタッチをカウントしなくなる。
- ブラジル・サンパウロにて、第1回男子ジュニア世界選手権、第1回女子ジュニア世界選手権が開催。
- ワールドカップが日本で初開催。同大会でバボちゃんが初登場。
- テレビアニメ「あしたへアタック!」が放送開始。
- 現代建設グリーンフォックスが創設。

## 国際大会
- ワールドカップ
  - 男子
    - 金メダル： ソビエト連邦
    - 銀メダル： 日本
    - 銅メダル： キューバ

  - 女子
    - 金メダル： 日本
    - 銀メダル： キューバ
    - 銅メダル： 韓国

- 北中米選手権
  - 男子
    - 金メダル： キューバ
    - 銀メダル： メキシコ
    - 銅メダル： アメリカ合衆国

  - 女子
    - 金メダル： キューバ
    - 銀メダル： アメリカ合衆国
    - 銅メダル： カナダ

- 欧州選手権
  - 男子
    - 金メダル： ソビエト連邦
    - 銀メダル： ポーランド
    - 銅メダル： ルーマニア

  - 女子
    - 金メダル： ソビエト連邦
    - 銀メダル： 東ドイツ
    - 銅メダル： ハンガリー

## 国内大会

### 日本
- 第10回日本リーグ
  - 男子
    - 1位：新日本製鉄（10勝）
    - 2位：日本鋼管（8勝2敗）
    - 3位：専売広島（5勝5敗）
    - MVP：田中幹保

  - 女子
    - 1位：日立（10勝）
    - 2位：ユニチカ貝塚（6勝4敗）
    - 3位：三洋電機群馬（6勝4敗）
    - MVP：会田きよ子

- 全日本総合選手権
  - 男子6人制
    - 決勝：日本鋼管 3-0 新日鉄

  - 女子6人制
    - 決勝：日立 3-0 ユニチカ

  - 男子9人制
    - 決勝：専売東京 2-0 岩崎通信機

  - 女子9人制
    - 決勝：東京女子体育大 2-1 葵クラブ

- 第26回全日本都市対抗
  - 男子
    - 1位：新日鉄堺
    - 2位：専売広島
    - 3位：東レ九鱗会、日本鋼管

  - 女子
    - 1位：日立
    - 2位：富士フイルム
    - 3位：湖南精油、倉紡倉敷

## 誕生
1月
- 1月23日 - ヴェリコ・ペトコビッチ
- 1月24日 - アンドリヤ・ゲリッチ

2月
- 2月3日 - ベンツィスラフ・シメオノフ

3月
- 3月5日 - タイスマリー・アゲロ
- 3月14日 - 澤畠雄一郎
- 3月22日 - 山下洋子

4月
- 4月22日 - フィリップ・バルカシジク
- 4月25日 - 阿南卓

5月
- 5月8日 - バーバラ・イエリッチ
- 5月17日 - 狩野美雪

6月
- 6月4日 - イングリッド・フィッセール
- 6月22日 - セバスチャン・リュエット

7月
- 7月2日 - ホセ・リベラ
- 7月28日 - 大村悟
- 7月30日 - ミスティ・メイトレーナー

8月
- 8月4日 - パベウ・ザグムニ
- 8月9日 - 前田悟
- 8月14日 - 船崎恵視
- 8月23日 - 磯辺絵梨子

9月
- 9月17日 - エレーナ・ゴーディナ
- 9月17日 - シモーナ・ジョーリ
- 9月30日 - 北川祐介
- 9月30日 - アレクサンドル・コサレフ

10月
- 10月3日 - ウラジミール・ニコロフ
- 10月10日 - アルベルト・チゾーラ
- 10月18日 - パベウ・ザグムニ
- 10月24日 - ギリェルモ・ファラスカ

11月
- 11月4日 - 伊藤信博

12月
- 12月4日 - リュボフ・シャチコワ
- 12月5日 - 千葉進也
- 12月10日 - 浅倉勇
- 12月28日 - 伊東克明